# La Rochelle

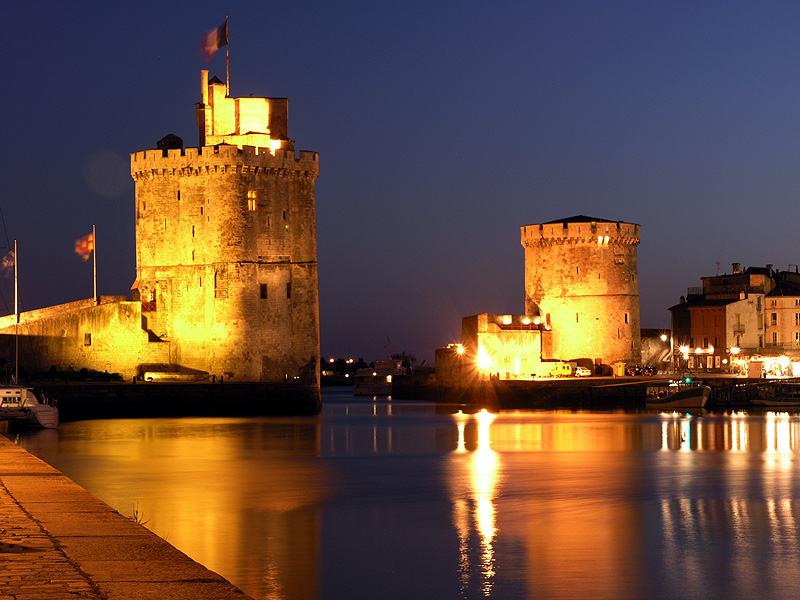
Wieże broniące wejścia do portu w La Rochelle

La Rochelle (wymowaⓘ, w języku polskim dawniej Roszella) – miasto w zachodniej Francji, w regionie Nowa Akwitania, w departamencie Charente-Maritime. Leży nad Zatoką Biskajską Oceanu Atlantyckiego. Jest portem morskim i ośrodkiem turystycznym.
Według danych na rok 2004 gminę zamieszkiwało 80 055 osób, a gęstość zaludnienia wynosiła 2815 osób/km² (wśród 1467 gmin regionu Poitou-Charentes La Rochelle plasuje się na 2. miejscu pod względem liczby ludności, natomiast pod względem powierzchni na miejscu 193.). Jedną z letnich atrakcji jest słynny na całą Francję festiwal muzyczny Francofolies, odbywający się tu od 1985 roku.

## Historia
La Rochelle stała się ważnym portem w XII wieku, gdy książę Wilhelm X Święty pokonał Isambert de Châtelaillon w 1130 i zniszczył konkurencyjny port w Châtelaillon. W 1137 r. Wilhelm X nadał La Rochelle przywilej wolnego portu, handlu i samorządu. Jego córka Eleonora Akwitańska w 1152 roku poślubiła Henryka Plantageneta, który dwa lata później został królem Anglii jako Henryk II, a tym samym La Rochelle znalazło się pod panowaniem Anglików, do czasu, gdy Ludwik VIII Lew zdobył miasto w 1224 roku. Anglicy podczas panowania nad miastem wybudowali w 1185 r. zamek Vauclair, którego pozostałości są nadal widoczne na Place de Verdun.
Od 1139 roku dzięki nadaniom Eleonory Akwitańskiej w mieście mieli swoją siedzibę templariusze, którzy stworzyli tu swoją największą nad Oceanem Atlantyckim bazę dla floty zakonnej, aż do likwidacji zakonu w 1307 roku.
Podczas wojny stuletniej między Francją i Anglią, po Traktacie z Bretigny w 1360 roku La Rochelle ponownie znalazło się pod panowaniem króla Anglii. Jednak w 1372 roku po bitwie morskiej pomiędzy flotami kastylijsko-francuską i angielską miasto wypędziło Anglików. Do XV wieku La Rochelle było największym francuskim portem nad Oceanem Atlantyckim.
Od połowy XVI w. przez kilkadziesiąt lat było politycznym i militarnym ośrodkiem hugenotów. W 1627 miasto-twierdza wystąpiło w sojuszu z Anglią przeciwko rządowi i faworytowi króla, Richelieu. Poddało się po ponad 14-miesięcznym oblężeniu, tracąc przywileje handlowe i uprawnienia edyktu nantejskiego, zachowując jednak wolność kultu.

## Gospodarka
Obecnie w La Rochelle wytwarza się nawozy sztuczne, tworzywa sztuczne i cement. Jest tu stocznia, tartaki, fabryka konserw rybnych oraz fabryka pojazdów szynowych Alstom.
Port handlowy La Rochelle jest nazywany także La Pallice od dzielnicy, w której się znajduje. Podczas II wojny światowej była tam ważna baza niemieckich okrętów podwodnych.

## Zabytki i atrakcje turystyczne
- Ratusz z XV-XVI wieku (Hôtel de ville)
- Fortyfikacje miejskie
  - Wieża Saint-Nicolas z XIV wieku (w porcie)
  - Wieża de la Lanterne z XV wieku
  - Wieża de la Chaîne z 1390 roku
  - Brama miejska Grosse Horloge
  - mury obronne
- Katedra św. Ludwika - budowana w latach 1742-1857
- Kościół Saint-Sauveur z XV wieku
- Kościół Notre-Dame-de-Cougnes z 1653 roku
- Fort Boyard (budowla)
- Wyspa Île de Ré z portem i cytadelą
- Rozlewiska Marais Poitevin
- Doki niemieckich U-Bootów z czasów II Wojny światowej
- Fontanna du Pilori z XVIII wieku

## Muzea
- Orbigny-Bernon Museum
- Muséum d’histoire naturelle de La Rochelle

## Edukacja
- La Rochelle Business School

## Klimat
| Miesiąc | Sty  | Lut  | Mar  | Kwi  | Maj  | Cze  | Lip  | Sie  | Wrz  | Paź  | Lis  | Gru  | Roczna |
| --- | ---- | ---- | ---- | ---- | ---- | ---- | ---- | ---- | ---- | ---- | ---- | ---- | ------ |
| Średnie temperatury w dzień [°C]                                                                              | 9.6  | 10.6 | 13.6 | 16.1 | 19.6 | 22.8 | 24.6 | 24.9 | 22.5 | 18.3 | 13.4 | 10.3 | 17,2   |
| Średnie dobowe temperatury [°C]                                                                               | 7.0  | 7.3  | 9.8  | 12.0 | 15.5 | 18.6 | 20.5 | 20.6 | 18.0 | 14.7 | 10.4 | 7.5  | 13,5   |
| Średnie temperatury w nocy [°C]                                                                               | 4.4  | 4.1  | 6.1  | 7.9  | 11.3 | 14.4 | 16.4 | 16.3 | 13.6 | 11.2 | 7.4  | 4.8  | 9,8    |
| Opady [mm] | 76.3 | 56.1 | 57.4 | 60.7 | 50.9 | 39.3 | 40.0 | 46.2 | 59.7 | 83.7 | 94.6 | 89.5 | 754    |
| Średnia liczba dni z opadami                                                                                  | 12.2 | 10.0 | 9.6  | 9.7  | 8.5  | 7.2  | 6.3  | 6.5  | 7.2  | 11.4 | 12.5 | 13.0 | 114    |
| Średnie usłonecznienie [h]                                                                                    | 91   | 131  | 179  | 231  | 258  | 253  | 297  | 278  | 234  | 155  | 109  | 90   | 2303   |
| Źródło: meteofrance.fr (liczba dni z opadami dla wartości 1 mm, 1991–2020, wysokość 30 m n.p.m., nad oceanem) |      |      |      |      |      |      |      |      |      |      |      |      |        |

| Sty  | Lut | Mar  | Kwi  | Maj  | Cze  | Lip  | Sie  | Wrz  | Paź  | Lis  | Gru  | Rok  |
| ---- | --- | ---- | ---- | ---- | ---- | ---- | ---- | ---- | ---- | ---- | ---- | ---- |
| 10,1 | 9,7 | 10,1 | 12,4 | 15,0 | 17,4 | 18,4 | 19,3 | 18,9 | 17,3 | 15,6 | 12,9 | 14,8 |

## Transport
W mieście znajduje się stacja kolejowa Gare de La Rochelle.

## Współpraca
- Lubeka, Niemcy
- New Rochelle, Stany Zjednoczone
- Akka, Izrael
- As-Suwajra, Maroko
- Santiago de Figueiró, Portugalia
- Pietrozawodsk, Rosja
- Corrientes, Argentyna